# Hexatoma obliqua
Hexatoma obliqua är en tvåvingeart som först beskrevs av Alexander 1923.  Hexatoma obliqua ingår i släktet Hexatoma och familjen småharkrankar. Inga underarter finns listade i Catalogue of Life.